# 小笠原海
小笠原海（日语：／ Ogasawara Kai，1994年9月27日—），是日本演员、舞者、模特。出生于神奈川县。隶属于星塵傳播制作部3部。音樂團體超特急的成员，擔任主舞者，團體內代表顏色為藍色。團體活動時使用另一个艺名KAI。

## 略歷
- 2009年4月，曾出演傑尼斯事務所的試鏡电视节目『SCHOOL革命！ 』（日本电视台），并晋级至第三審查，但最後落選。
- 同年8月，在月刊“De☆View”的官方網站上被星尘傳播的星探挖掘。
- 成为杂志“ ピチレモン ”（2010年2月号 - ）的男模特。
- 2010年6月經過徵選，於7月成為EBiDAN的第一期成員。
- 2019年9月27日，宣布推出其首个時尚品牌“KEEN AND INTENSE”[1]。
- 在團體內部分表演時擔任衣裝設計[2]。

## 人物
- 一家四口，父母和妹妹。
- 在小学时，他參加了足球队且是一名后卫。並在當時留下良好成績。
- 頭腦清晰，非常聰明，高中時期成績幾乎拿滿分，並被選為優秀學生[3]。
- 除了母語的日語，還能使用韓語與英語，和些許的基礎中文[4]。
- 與隸屬於同團體的成員草川拓彌在中學時期認識，偶然進到同所高中，並在高中三年級時同班。当时的同学有 ℃-ute的铃木爱理、演员松冈茉優、歌手家入里歐。
- 圈中好友為同是高中同學的桃色幸運草Z的百田夏菜子以及演員小西成彌[5]。
- 為寶可夢系列、香蕉人的大粉絲。
- 最喜欢的寶可夢為夢妖[6]。

## 出演
※有關以超特急名義參與的活動，請參見相關項目。

### 电影
- 君へ。（2010）
- 私の優しくない先輩（2010）
- サイドライン（2015年10月31日， BS-TBS / Triple Up） - 主演 久能宇宙
- ハローグッバイ （2017年7月15日）- 飾演 尊
- 東京喰種（2017年7月29日）- 飾演 永近英良
- 東京喰種S（2019年7月19日）- 飾演 永近英良

### 綜藝节目
- ピラメキーノ（2011年9月17日，东京电视台）
- ポケモンの家あつまる?

### 电视剧
- 法醫女王（2018年1月12日 - 3月16日，TBS）- 飾演 三澄秋彦
- 深夜的糟糕戀愛圖鑑 第1、2集（2018年10月7日、10月14日）- 飾演 铃木
- FAKE MOTION-卓球の王將-（2020年4月9日 - 5月27日、日本電視台）- 飾演 島津 晃
  - FAKE MOTION –たったひとつの願い-（2021年1月20日 - 3月11日）
- 我和他都是新郎。 （2022年3月13日，关西电视台）- 飾演 夏目隼人
- 理想的男友（日语：理想ノカレシ） 第6集 - 最終話（2022年7月6日 - 7月20日，TBS）- 飾演 竹田貴志
- 青春灰姑娘 第1集（2022年10月17日、ABC・朝日電視台）- 飾演 佐伯
- 君との朝食は決めている（2023年3月25日 - 、フジテレビTWO） - 飾演 直生
  - 口説き文句は決めている（2023年4月12日 - 、ひかりTVチャンネル）
- 不小心繼承了牛郎店 第4集（2023年5月9日，富士電視台）- 飾演 宮崎
- これから配信はじめます（2024年3月8日－）- 飾演 木之本光
- 貴公司的亂象我來糾正!（日语：御社の乱れ正します!）（2024年4月2日－）- 飾演 ガンちゃん

### 廣播
- ラジナタ！（2018年11月 - 2019年3月29日，Backstage Cafe）- 周五主播

### 舞台/朗讀劇
- ルードウィヒ・B 〜HEART SONG（運命の扉は開かれた）〜（2024年5月7日）- 飾演 弟子リース
- 朗読劇「ROOM」（2024年5月23日）
- 聖劍傳說3 TRIALS of MANA THE STAGE（2025年3月7日 - 16日 / 4月4日 - 6日） - 主演 デュラン

### 書籍
- NYLON guys JAPAN KAI STYLE BOOK（2019年9月27日）

### 網路劇集
- asics 網路短電影《Hello Me》 - 飾演 KAI

## 來源
1. ↑  . SPICE（スパイス）｜エンタメ特化型情報メディア スパイス.   [2022-09-18]. （原始内容存档于2022-09-21）.
2. ↑  Inc, Natasha. . 音楽ナタリー.   [2022-09-18]. （原始内容存档于2022-09-22） （日语）.
3. ↑  . 進学ナビ.   [2022-09-20]. （原始内容存档于2022-06-14） （日语）.
4. ↑  . Instagram.   [2022-09-20]. （原始内容存档于2022-09-22） （中文（中国大陆））.
5. ↑  author. . coconutsjapan.com. 2021-03-06  [2022-09-18] （日语）.
6. ↑  . 超特急 公式ブログ.   [2022-09-18]. （原始内容存档于2022-09-22） （日语）.